# Tommaso Ciampa
Tommaso Whitney, meglio noto come Tommaso Ciampa (Boston, 8 maggio 1985), è un wrestler statunitense sotto contratto con la WWE.
In carriera ha detenuto due volte l'NXT Championship, una volta l'NXT Tag Team Championship e due volte il WWE Tag Team Championship (entrambi con Johnny Gargano). Ha inoltre vinto una volta il ROH World Television Championship.

## Carriera

### World Wrestling Entertainment (2005–2007)

#### Prime apparizioni e Ohio Valley Wrestling (2005–2007)
Allenato da Killer Kowalski, Whitney fece il suo debutto nelle federazioni indipendenti nella zona di Boston, tra cui la Chaotic Wrestling e la Top Rope Promotion.
Nella puntata di SmackDown! del 14 luglio 2005 fece la sua prima apparizione nella World Wrestling Entertainment interpretando il ruolo di Thomas Whitney Esquire, uno degli avvocati di Muhammad Hassan. Dopo aver letto una dichiarazione del suo assistito, in cui quest'ultimo diceva di non voler più apparire negli show televisivi della WWE, Whitney venne attaccato da The Undertaker. Nella puntata di Heat del 25 agosto 2006 combatté, in coppia con Kofi Kingston, un Dark match contro Lance Cade e Trevor Murdoch.
Il 4 febbraio 2007 firmò un contratto di sviluppo con la Ohio Valley Wrestling, federazione satellite della WWE. Qui fece il suo debutto il 21 febbraio seguente come Tommaso Ciampa. A causa di un infortunio venne però costretto a stare fermo per alcuni mesi, durante i quali fece da manager a Charles Evans e Justin LaRouche e il 9 agosto 2007 venne svincolato.

### Circuito indipendente (2005–2011)
Il 1º aprile, perde il match di qualificazione al torneo valido per il Chaotic Wrestling Heavyweight Championship contro Fred Sampson. A giugno, in coppia con Arch Kincaid perde contro i Logan Brothers un match valido per i Chaotic Wrestling Tag Team Championship. Vince il suo primo titolo l'8 agosto, il Chaotic Wrestling New England Championship sconfiggendo Chase Del Monte. Perde il titolo contro Psycho. Sotto il nome di Tommaso Penmanship, partecipa alla battle royal per decretare il primo sfidante del Chaotic Wrestling Heavyweight Championship ma il match viene vinto da Luis Ortiz. Il 19 maggio sconfigge Handsome Johnny e vince il Chaotic Wrestling Heavyweight Championship. Difende il titolo contro Bryan Logan, Max Bauer e Chase Del Monte prima di perderlo contro Brian Milonas in un "Loser leaves Chaotic Wrestling" match. Così, Ciampa lascia la federazione.
Nell'autunno, ritorna nelle federazioni indipendenti e il 29 settembre sconfigge A.J. Styles e Eddie Edwards e conquista il MWF Television Championship. Nel settembre 2008, Ciampa debutta nella World League Wrestling di Harley Race dove perde una battle royal a 9 uomini per il vacante WLW Heavyweight Championship. Dopo aver fallito l'assalto per due volte al WLW Tag Team Championship, lascia la federazione.
Nel 2011, vince l'ECWA Super 8 Tournament, sconfiggendo in finale Adam Cole.

### Ring of Honor (2011–2015)

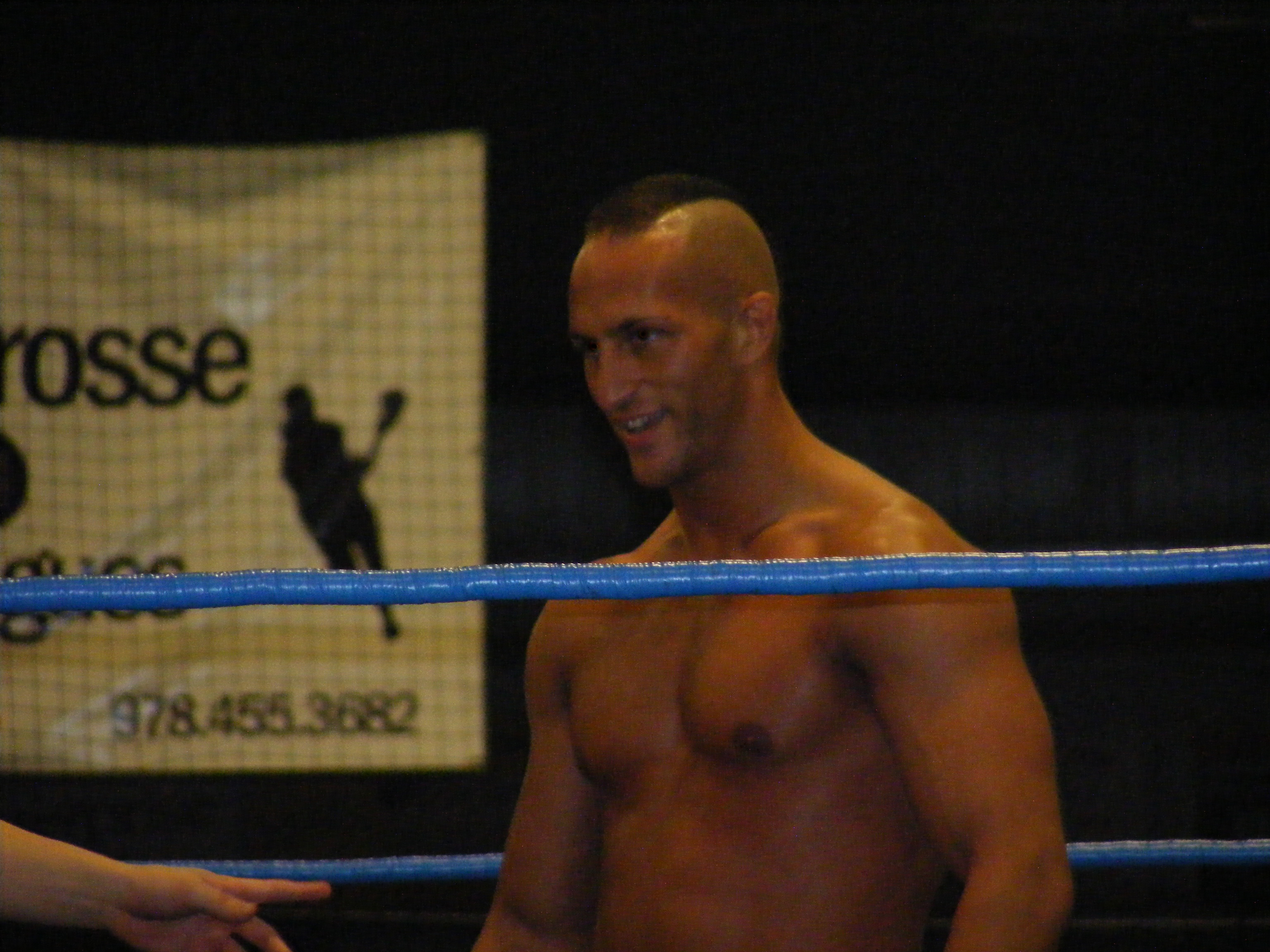
Tommaso Ciampa

Dopo aver combattuto in diversi dark matches, Ciampa debutta nella Ring of Honor e, il 22 gennaio, sconfigge Mike Sydal. Si unisce poi alla stable di Prince Nana, The Embassy. Il 1º aprile, debutta al PPV Honor Takes Center Stage Night One, prendendo parte ad un Fatal 4-Way match che viene vinto da Homicide. Il giorno dopo partecipa al "Double Danger Scramble" match, che viene vinto da Michael Elgin. Il 13 luglio, la ROH annuncia che Ciampa ha firmato un contratto con la federazione. A Best in the World 2011, Ciampa sconfigge Colt Cabana. Nei tapings ROH del 13 agosto, ha la meglio su Andy Ridge. A Death Before Dishonor IX, Tommaso Ciampa combatte un match di coppia insieme a Rhino contro Homicide e Jay Lethal, vincendo. Nei tapings ROH del 1º ottobre, Ciampa sconfigge Alex Silva e in quelli del 5 novembre, batte anche Shiloh Jonze. Al ROH Colinsville Show del 6 novembre, ha la meglio su Andy Ridge. Al Survival of the Fittest 2011, perde un Fatal 4-Way in favore di Michael Elgin. Al match hanno preso parte anche Kenny King e Andy Ridge. Il 19 novembre, a Glory by Honor X, perde contro Jimmy Jacobs. Il 31 marzo, a Showdown in the Sun, batte Cedric Alexander.
Nel 2015 abbandona la ROH.

### Ritorno in WWE (2015–presente)

#### #DIY (2015–2017)
Il 2 febbraio 2015 Ciampa e Johnny Gargano annunciarono la loro partecipazione al torneo Dusty Rhodes Tag Team Classic, riuscendo ad eliminare il team formato da Bull Dempsey e Tyler Breeze al primo turno ma venendo eliminati al secondo turno dal team formato da Baron Corbin e Rhyno, il 16 settembre. Il 2 aprile 2016 venne definitivamente confermata la firma di Ciampa per la WWE, e il 13 aprile lui e Gargano sconfissero i Vaudevillains. Il 23 giugno Gargano e Ciampa parteciparono al torneo Cruiserweight Classic, affrontandosi tra l'altro ai sedicesimi di finale con vittoria di Gargano. Il 20 agosto, a NXT TakeOver: Brooklyn II, Gargano e Ciampa affrontarono i Revival per l'NXT Tag Team Championship ma vennero sconfitti dopo un lungo e agguerrito incontro. Il 9 novembre Gargano e Ciampa diedero un nome al loro team, ovvero #DIY, e nella stessa puntata vennero sconfitti dagli Authors of Pain durante le semifinali del Dusty Rhodes Tag Team Classic a causa dell'intervento dei Revival. Il 19 novembre, a NXT TakeOver: Toronto, i #DIY sconfissero i Revival in un 2-out-of-3 Falls match per 2-1 conquistando l'NXT Tag Team Championship per la prima volta. Nella puntata di NXT del 28 dicembre i #DIY difesero con successo i titoli contro la coppia formata da Akira Tozawa e Tajiri. Nella puntata di NXT del 4 gennaio 2017 i #DIY difesero con successo i titoli contro i TM-61. Nella puntata di NXT dell'11 gennaio i #DIY difesero con successo i titoli contro i Revival. Il 28 gennaio, a NXT TakeOver: San Antonio Ciampa e Gargano persero i titoli a favore degli Authors of Pain dopo 70 giorni di regno. Nella puntata di NXT del 1º marzo Ciampa e Gargano affrontarono poi gli Authors of Pain nella rivincita per l'NXT Tag Team Championship ma vennero sconfitti per squalifica a causa dell'intervento dei Revival. Il 1º aprile, a NXT TakeOver: Orlando, i #DIY affrontarono gli Authors of Pain e i Revival in un Triple Threat Tag Team Elimination match per l'NXT Tag Team Championship detenuto dai primi ma vennero eliminati per primi. Il 20 maggio, a NXT TakeOver: Chicago, i #DIY affrontarono gli Authors of Pain in un Ladder match per l'NXT Tag Team Championship ma vennero sconfitti; a fine match, Ciampa aggredì Gargano effettuando un turn-heel e sancendo di fatto la fine del team. In seguito Ciampa subì un brutto infortunio al legamento crociato che lo avrebbe costretto a rimanere fuori dalle scene per diverso tempo.

#### Faida con Johnny Gargano e regni titolati (2018–2019)

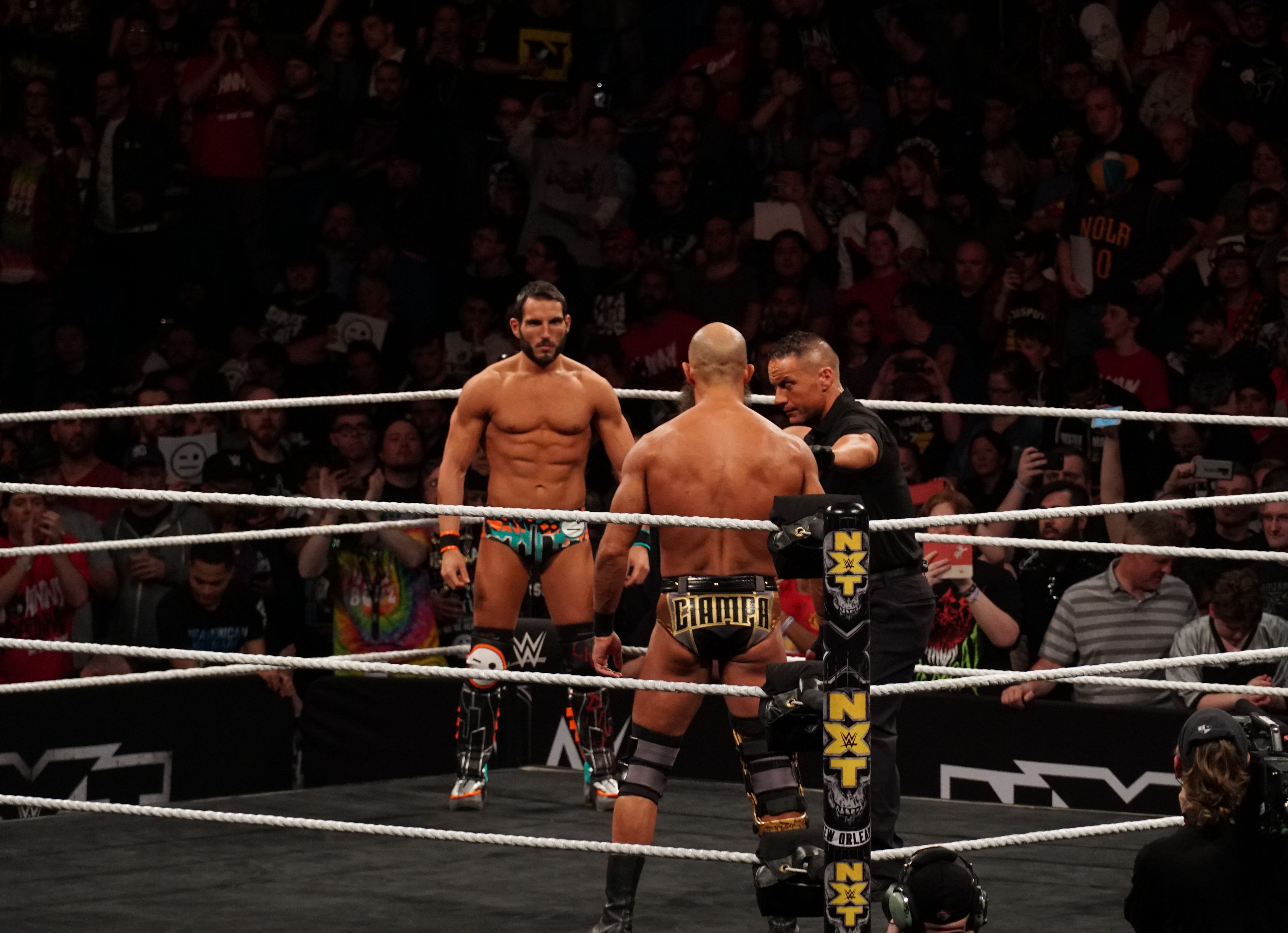
Ciampa e Johnny Gargano a NXT TakeOver: New Orleans nel 2018

Il 27 gennaio 2018, a NXT TakeOver: Philadelphia, Ciampa tornò a sorpresa al termine del match titolato tra Johnny Gargano e l'NXT Champion Andrade "Cien" Almas (vinto da quest'ultimo) attaccando brutalmente lo stesso Gargano. Nella puntata di NXT del 21 febbraio Ciampa apparve nuovamente intervenendo a sfavore di Gargano nel suo Title vs. Career match contro Andrade "Cien" Almas valevole per l'NXT Championship di Almas; a seguito di tale sconfitta, per stipulazione, Gargano dovette lasciare NXT. Il 7 aprile, a NXT TakeOver: New Orleans, Ciampa venne poi sconfitto da Gargano in un'Unsanctioned match; con questa vittoria, Gargano fu riammesso ad NXT. Il 16 giugno, a NXT TakeOver: Chicago II, Ciampa trionfò su Gargano in un Chicago Street Fight. Nella puntata di NXT del 18 luglio (andata in onda il 25 luglio) Ciampa sconfisse Aleister Black conquistando così l'NXT Championship. Il 18 agosto, a NXT TakeOver: Brooklyn 4, Ciampa difese con successo il titolo contro Gargano in un Last Man Standing match. Il 17 novembre, a NXT TakeOver: WarGames II, Ciampa difese con successo il titolo contro Velveteen Dream. Il 26 gennaio 2019, a NXT TakeOver: Phoenix, Ciampa conservò il titolo contro Aleister Black. Nella puntata di Raw del 18 febbraio venne annunciato che Ciampa avrebbe debuttato nel roster principale (senza tuttavia avere ancora una collocazione precisa). Quella stessa sera, inoltre, insieme all'NXT North American Champion Johnny Gargano, sconfisse i Raw Tag Team Champions, i Revival, in un match non titolato. Nella puntata di NXT del 6 marzo Gargano e Ciampa, riunitisi, sconfissero Bobby Fish e Kyle O'Reilly nei quarti di finale del Dusty Rhodes Tag Team Classic ma vennero poi eliminati da Aleister Black e Ricochet nelle semifinali. Il 13 marzo Ciampa dovette rendere vacante l'NXT Championship a seguito di un infortunio al collo che lo avrebbe tenuto fuori dalle scene per un periodo che dai sei ai quattordici mesi. Ciampa tornò a sorpresa nella puntata di NXT del 2 ottobre, come face, dove ebbe un confronto con l'NXT Champion Adam Cole. Il 23 novembre, a NXT TakeOver: WarGames, Ciampa, Dominik Dijakovic, Keith Lee e Kevin Owens sconfissero l'Undisputed Era (Adam Cole, Bobby Fish, Kyle O'Reilly e Roderick Strong) in un WarGames match. Il 24 novembre, a Survivor Series, Ciampa partecipò al tradizionale 5-on-5-on-5 Survivor Series Elimination match contro il Team Raw e il Team SmackDown ma venne eliminato da Seth Rollins. Nella puntata di NXT dell'11 dicembre Ciampa partecipò ad un Triple Threat match che comprendeva anche Finn Bálor e Keith Lee per determinare lo sfidante all'NXT Championship di Adam Cole ma il match venne vinto da Bálor. Il 16 febbraio 2020, a NXT TakeOver: Portland, Ciampa affrontò Adam Cole per l'NXT Championship ma venne sconfitto, a causa anche dell'intervento di Johnny Gargano ai danni dello stesso Ciampa. Nella puntata di NXT dell'8 aprile Ciampa venne sconfitto da Gargano nel loro ultimo incontro, il One Final Beat, a causa dell'intervento di Candice LeRae (moglie di Gargano).

#### Varie faide e NXT Champion (2020–2022)
Il 7 giugno, a NXT TakeOver: In Your House, venne pesantemente sconfitto da Karrion Kross. Nella puntata speciale NXT Super Tuesday del 1º settembre partecipò ad un 60–minute Iron Man Fatal 4-Way match che comprendeva anche Adam Cole, Finn Bálor e Johnny Gargano per la riassegnazione del vacante NXT Championship ma l'incontro terminò in pareggio tra Bálor e Cole sul 2-2. Il 6 dicembre, a NXT TakeOver: WarGames, sconfisse Timothy Thatcher. Nella puntata di NXT del 20 gennaio 2021 Ciampa venne sconfitto da Thatcher in un Fight Pit match. Nella puntata di 205 Live del 22 gennaio Ciampa e Thatcher si allearono inaspettatamente e sconfissero Ariya Daivari e Tony Nese negli ottavi di finale del Dusty Rhodes Tag Team Classic. Nella puntata di NXT del 3 febbraio Ciampa e Thatcher sconfissero Adam Cole e Roderick Strong nei quarti di finale del torneo, ma il 10 febbraio vennero sconfitti in semifinale dai Grizzled Young Veterans.
Nella puntata speciale NXT The Great American Bash del 6 luglio Thatcher e Ciampa affrontarono gli MSK per l'NXT Tag Team Championship ma vennero sconfitti. in seguito all'infortunio di Thatcher, tornò a lottare in singolo, e nella puntata di NXT 2.0 del 14 settembre conquistò il vacante NXT Championship per la seconda volta vincendo un fatal 4-way match che comprendeva anche LA Knight, Pete Dunne e Von Wagner. Nella puntata speciale NXT Halloween Havoc del 26 ottobre difese il titolo contro Bron Breakker. Il 5 dicembre, a NXT WarGames, Ciampa, Johnny Gargano, LA Knight e Pete Dunne persero contro Bron Breakker, Carmelo Hayes, Grayson Waller e Tony D'Angelo in un WarGames match. Il 4 gennaio, nella puntata speciale NXT New Year's Evil, perse il titolo contro Bron Breakker dopo 112 giorni di regno. Successivamente, iniziò una rivalità con Dolph Ziggler e Robert Roode apparendo diverse volte nel main roster, venendo anche supportato da Bron Breakker. Nella puntata speciale NXT Roadblock dell'8 marzo prese parte ad un triple threat match per l'NXT Championship che comprendeva anche il campione Bron Breakker e Dolph Ziggler ma il match venne vinto da quest'ultimo.
Il 1º aprile a SmackDown prese parte all'annuale André the Giant Memorial Battle Royal ma venne eliminato da Dolph Ziggler. Il 2 aprile, a NXT Stand & Deliver, Ciampa perse contro Tony D'Angelo.

#### Raw(2022–2024)
Debuttò a Raw nel backstage della puntata dell'11 aprile 2022 dove interagì sia con Ezekiel che con Kevin Owens. Nella puntata di Raw del 25 aprile apparve sullo stage attaccando Mustafa Ali al termine del match vinto da quest'ultimo contro The Miz, effettuando di fatto un turn heel. Il 27 aprile venne annunciato che il ring name di Tommaso Ciampa sarebbe stato accorciato semplicemente in "Ciampa". Il suo primo match a Raw avvenne nella puntata del 9 maggio dove prevalse su Mustafa Ali grazie a The Miz, arbitro speciale della contesa. Dopo essersi alleato con The Miz, nella puntata di Raw del 1º agosto dapprima sconfisse Chad Gable e Dolph Ziggler e poi superò AJ Styles, diventando lo sfidante allo United States Championship detenuto da Bobby Lashley. La settimana dopo, tuttavia, venne sconfitto da Lashley, non riuscendo a conquistare il titolo statunitense. In seguito, rimase inattivo a causa di un infortunio al ginocchio.
Ritornò il 19 giugno, a Raw dopo nove mesi, sconfiggendo facilmente The Miz. Il 5 agosto, a SummerSlam, prese parte ad una battle royal ma venne eliminato dai Viking Raiders. Il 7 agosto, a Raw, prese parte ad un fatal four-way match per determinare lo sfidante di Gunther per l'Intercontinental Championship che comprendeva anche Chad Gable, Matt Riddle e Ricochet ma il match venne vinto da Gable. Il 2 ottobre, a Raw, affrontò Gunther per l'Intercontinental Championship ma venne sconfitto.
Il 2 ottobre si riunì con Johnny Gargano riformando i #DIY, e i due tornarono in azione sconfiggendo Ludwig Kaiser e Giovanni Vinci nella puntata di Raw del 30 ottobre. Nella puntata di Raw del 29 gennaio i #DIY affrontarono Finn Bálor e Damian Priest per l'Undisputed WWE Tag Team Championship ma vennero sconfitti. Il 5 febbraio, a Raw, vinsero un fatal four-way tag team match insieme ai Creed Brothers, l'Imperium e il New Day diventando i nuovi sfidanti ai titoli di coppia.
Nella puntata di Raw del 18 marzo i #DIY sconfissero i Creed Brothers qualificandosi per il ladder match per l'Undisputed WWE Tag Team Championship a WrestleMania XL.

#### SmackDown(2024-presente)
Durante il Draft del 2024 i #DIY passarono a SmackDown. Il 6 aprile, a WrestleMania XL, i #DIY parteciparono un six-pack tag team ladder match che comprendeva anche i campioni Finn Bálor e Damian Priest, i New Catch Republic, il New Day, The Miz e R-Truth e Austin Theory e Grayson Waller valevole per l'Undisputed WWE Tag Team Championship ma a vincere l'incontro furono The Miz e R-Truth (che vinsero il Raw Tag Team Championship) e Waller e Theory (che vinsero lo SmackDown Tag Team Championship).
Vinsero poi il WWE Tag Team Championship sconfiggendo Waller e Theory nella puntata di SmackDown del 5 luglio. Persero tuttavia le cinture dopo 28 giorni di regno il 2 agosto, a SmackDown, contro Tama Tonga e Jacob Fatu. Nella puntata del 4 ottobre di SmackDown hanno avuto una possibilità per riprendersi i titoli contro Tama Tonga e Tanga Loa in un triple threat ladder match con anche gli Street Profits. Ma a vincere sono ancora i due della Bloodline.
Nei mesi successivi, Ciampa, ossessionato dai titoli, si dimostra più aggressivo rispetto al compagno e si crea del dissenso tra i due. Nella puntata di SmackDown del 6 dicembre, i DIY hanno sconfitto Motor City Machine Guns riconquistando i titoli di coppia, la vittoria è arrivata con il turn heel di Ciampa e Gargano. Successivamente difesero i titoli contro gli ex campioni a Royal Rumble 2025 e contro i Pretty Deadly a SmackDown, vincendo entrambi grazie all'intervento degli Street Profits, contro cui perderanno poi i titoli il 14 marzo a SmackDown.

## Personaggio

### Mosse finali

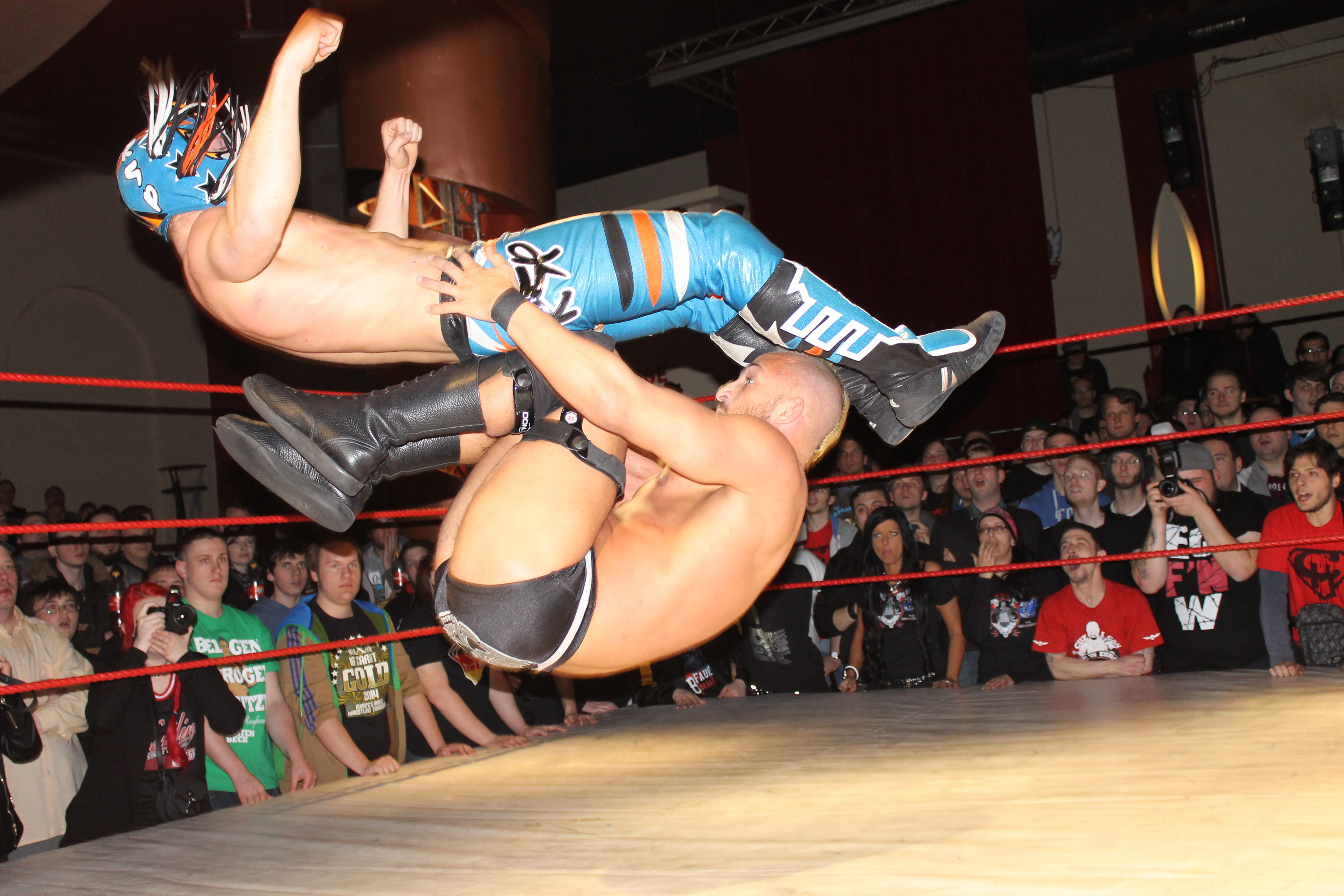
Tommaso Ciampa esegue la Project Ciampa su Miguel Ramirez

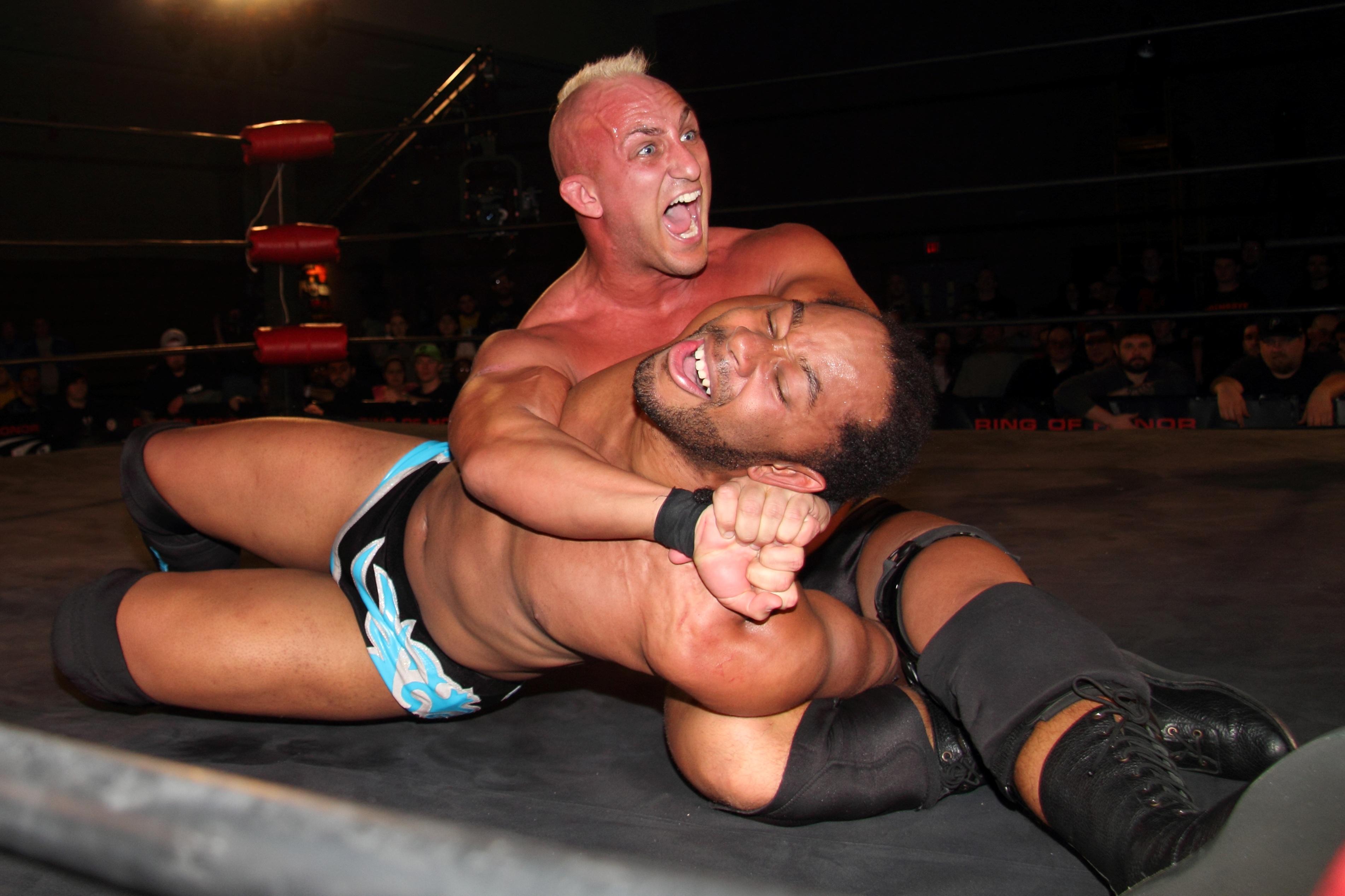
Tommaso Ciampa applica la Rings of Honor / Sicilian Stretch su Jay Lethal

- Bridging Fujiwara armbar – 2016–2017
- Fairy-Tale Ending (Double underhook lifting sitout facebuster) – 2018–presente
- Project Ciampa (Powerbomb seguita da una double knee backbreaker)
- Psycho Cutter (Hangman rolling cutter)
- Willow's Bell (Hanging DDT con l'avversario posizionato sulle corde) – 2018–presente

### Soprannomi
- "Blackheart"
- "The Dominant Male"
- "The Psycho Killer"
- "The Project"
- "The Sicilian Psychopath"

## Titoli e riconoscimenti
- CBS Sports

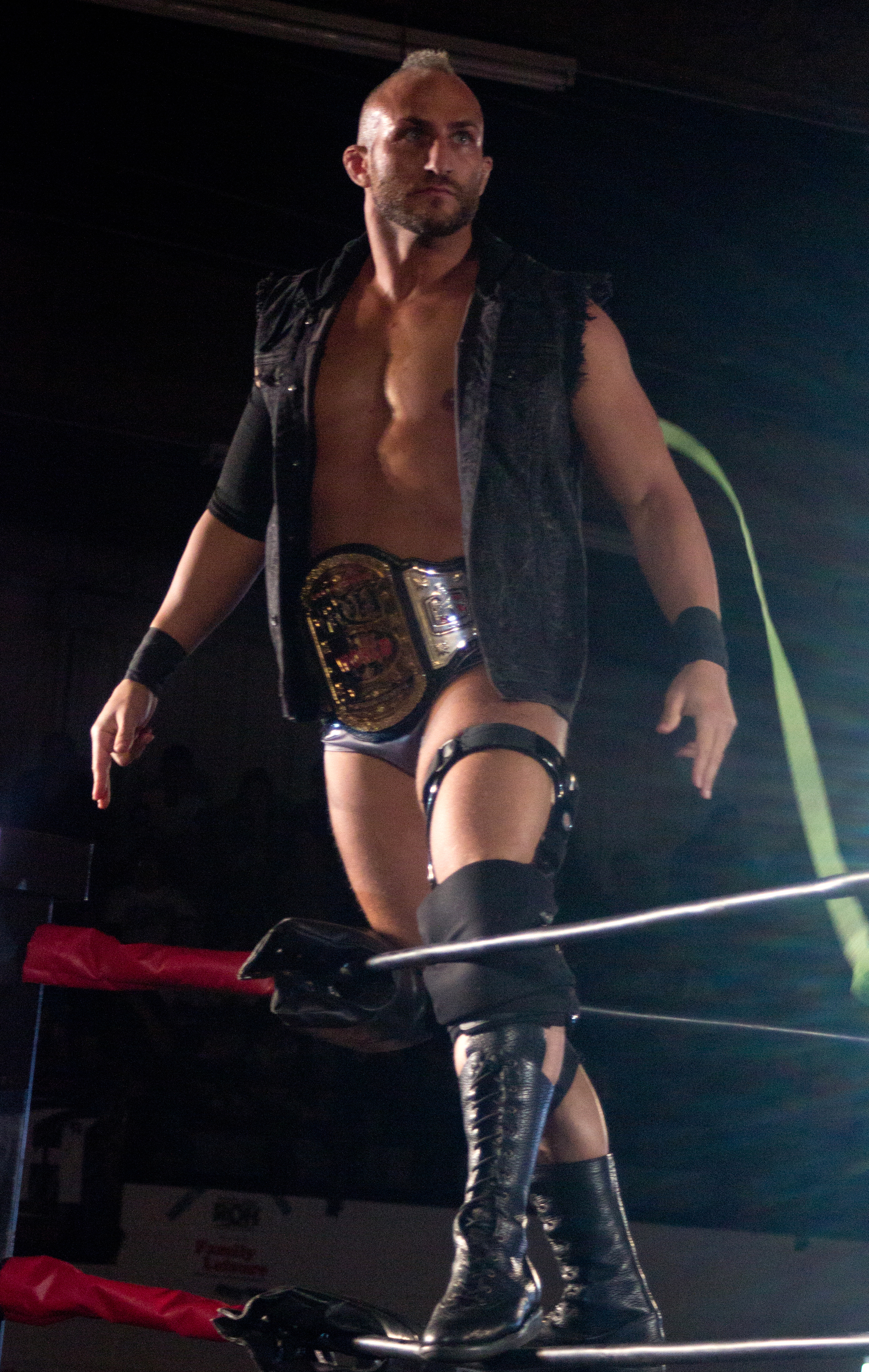
Tommaso Ciampa con il ROH World Television Championship, titolo che ha vinto una volta con 111 giorni di regno

  - Feud of the Year (2018) - vs. Johnny Gargano
- Chaotic Wrestling
  - Chaotic Wrestling Heavyweight Championship (1)
  - Chaotic Wrestling New England Championship (1)
- East Coast Wrestling Association
  - Super 8 Tournament (2011)
- Millennium Wrestling Federation
  - MWF Television Championship (1)
- Pro Wrestling Illustrated
  - PWI Feud of the Year (2018) - vs. Johnny Gargano
  - 13º tra i 500 migliori wrestler singoli nella PWI 500 (2019)
- Ring of Honor
  - ROH World Television Championship (1)
- Sports Illustrated
  - 9° tra i 10 migliori wrestler maschili dell'anno (2018) - pari merito con Johnny Gargano
- UPW Pro Wrestling
  - UPW Heavyweight Championship (1)
- Top Rope Promotions
  - TRP Heavyweight Championship (1)
- WWE
  - NXT Championship (2)[27]
  - WWE Tag Team Championship (2) – con Johnny Gargano[28]
  - NXT Tag Team Championship (1) – con Johnny Gargano[29]
  - NXT Year-End Award (3)
    - Match of the Year (edizione 2016) - #DIY vs. The Revival a NXT TakeOver: Toronto
    - Male Competitor of the Year (edizione 2018)
    - Rivalry of the Year (edizione 2018) - vs. Johnny Gargano
- Wrestling Observer Newsletter
  - 5 Star Match (2018) - vs. Johnny Gargano il 7 aprile a NXT TakeOver: New Orleans
- Xtreme Wrestling Alliance
  - XWA Heavyweight Championship (1)